# Gołczewo
Gołczewo (kaszub. Gôłczewò) – wieś kaszubska w Polsce na pograniczu pojezierzy Kaszubskiego i Bytowskiego położona w województwie pomorskim, w powiecie bytowskim, w gminie Parchowo. Miejscowość jest również placówką Ochotniczej Straży Pożarnej. Na południu znajduje się jezioro Stropno.
Wieś królewska położona była w II połowie XVI wieku w powiecie mirachowskim województwa pomorskiego. W latach 1975–1998 miejscowość administracyjnie należała do województwa słupskiego.

## Integralne części wsi
| SIMC    | Nazwa   | Rodzaj    |
| ------- | ------- | --------- |
| 0748678 | Gołcewo | część wsi |

## Historia
Do 1918 wieś znajdowała pod administracją zaboru pruskiego. Przed 1920 miejscowość nosiła nazwę niemiecką Golzau a wcześniej Goluczewo, Goliczewo, Galczewo. Po I wojnie światowej Gołczewo wróciło do Polski. Granica polsko-niemiecka była jednocześnie zachodnią i południową granicą wsi. Wieś należała do ówczesnego powiatu kartuskiego II Rzeczypospolitej. Po II wojnie światowej do połowy lat 50. Gołczewo znajdowało się w ówczesnym województwie gdańskim. W połowie lat 50. wieś, podobnie jak i całą gminę Parchowo przyłączono do nowo utworzonego województwa koszalińskiego.

## Zabytki
Według rejestru zabytków NID na listę zabytków wpisany jest dom nr 21 z pocz. XIX w., nr rej.: 899 z 13.02.1975.